# Castellar (Jaén)
Castellar es una localidad y municipio español situado en la parte centro-este de la comarca del Condado, en la provincia de Jaén. Limita con los municipios jienenses de Montizón, Chiclana de Segura, Sorihuela del Guadalimar, Villanueva del Arzobispo, Iznatoraf y Santisteban del Puerto; y con el municipio ciudadrealeño de Villamanrique. Por su término discurren los ríos Guadalimar, Montizón, Dañador y Guadalén.
Cuenta con una población de 3156 habitantes (INE 2024).
El municipio castellariego comprende el núcleo de población de Castellar —capital municipal— y varios diseminados, entre los que destaca Fuente de la Torre.

## Etimología
La primera vez que aparece el nombre de Castellar es en las poesías del cronista musulmán Darray al-Qastall, natural de Jaén, en los comienzos del siglo XIII. En la crónica de Fernando III Rey cristiano, aparece el nombre de un lugar conquistado a los musulmanes en 1225, que se llamaba "El Castillo", según Don Juan de Dios González, este sería el primitivo nombre de Castellar, en alusión al castillo de Pallarés.
Entre el siglo XV y comienzos del XIX el nombre es el de Castellar del Condado, por su pertenencia al mismo (formado por Santistebán, Navas y Castellar). Adquirió el nombre de Castellar de Santistebán, en fecha incierta, sobre 1807, hasta que el Ayuntamiento lo cambió por el nombre actual de Castellar, en sesión plenaria del 6 de octubre de 1981
Castellar tiene un Museo de iberos y también el Pozo del Campillo para los arqueólogos.

## Geografía
Castellar está ubicado en la comarca del Condado de Jaén, en la zona noreste de la provincia. El sitio de su emplazamiento es la cima de una montaña a 749 m sobre el nivel del mar (en la plaza del Ayuntamiento), entre las cordilleras montañosas de La Loma y la de Sierra Morena y confrontando con la de La Muela. Su territorio podría dividirse en dos: uno agrícola dedicado principalmente al cultivo del olivar y el otro sería la zona de sierra con formaciones de pizarras y tierras típicas de Sierra Morena donde los principales usos y aprovechamientos son la práctica de la caza deportiva, la explotación de la masa forestal, la ganadería y la apicultura.

### Término municipal
Su extensión superficial es de 159 km² y tiene una densidad de 23,57 hab/km². Se encuentra situada a una altitud de 758 m y a 101 kilómetros de la capital de provincia, Jaén.
El término municipal limita al norte con Villamanrique, en la provincia de Ciudad Real; al este, con los de Montizón, Chiclana de Segura y Sorihuela del Guadalimar; al sur, con Villanueva del Arzobispo e Iznatoraf, y al oeste, con el término de Santisteban del Puerto. Tiene forma irregular, pues mientras en la dirección norte-sur alcanza una longitud de 39 kilómetros, en la de este-oeste no llega a 10 kilómetros máximo, e inferior a medio kilómetro en las proximidades del río Montizón. La parte norte del término, contada desde el río Montizón, es montañosa y pertenece toda ella a Sierra Morena, con una extensión de 5142 hectáreas. La parte central del término, comprendida entre la cordillera donde se asienta el pueblo y el río Montizón, es un amplio valle de unos 7 kilómetros de anchura, y una extensión de 2596 hectáreas. La superficie de la parte sur alcanza unas 7805 hectáreas, siendo la zona más apta para el cultivo del olivar.

### Turismo
Castellar tiene una riqueza monumental y arqueológica destacable, calles rectilíneas y funcionales y casas de origen medieval que discurren alrededor de su monumental Colegiata.

### Clima
El clima es benigno e ideal para el cultivo del olivo. Está alejada unos 300 kilómetros del mar Mediterráneo y separada de él por las cordilleras Ibérica y Penibética, por lo que es continental, ya que las brisas templadas de este no le pueden llegar. La oscilación termométrica varía desde los 4 a 6 grados bajo cero, en invierno, a los 44 en verano, aunque tanto unas como otras temperaturas extremas solo se registran ocho o diez días al año.

## Escudo
Descripción: En campo de gules (fondo rojo), una torre de plata (blanca), almenada, esclarecida y mazonada de sable (negro), acompañada a diestra (derecha) y siniestra (izquierda) por una espada alzada, de plata, puesta en palo.

## Historia
La presencia del hombre en esta tierra es más antigua, los vestigios arqueológicos localizados en su término la remontan al 3000-2000 a. C. Uno de los hallazgos más interesantes es el de la cueva de la Sima, con un conjunto sepulcral colectivo del Neolítico, o los poblados del Argar o el cortijo de la Capilla.
Castellar fue un importante lugar en la época de los iberos. Se hallaba en el territorio ibérico de la Oretania. En las inmediaciones de Castellar se localiza uno de los grandes centros de culto de los iberos, el Santuario rupestre de la Cueva de la Lobera, que debió tener una importancia considerable a partir de la segunda mitad del siglo IV a. C. Por su posición estratégica a él acudirían gentes procedentes de ambos lados de Sierra Morena. Se han hallado una gran cantidad de exvotos en el mismo.

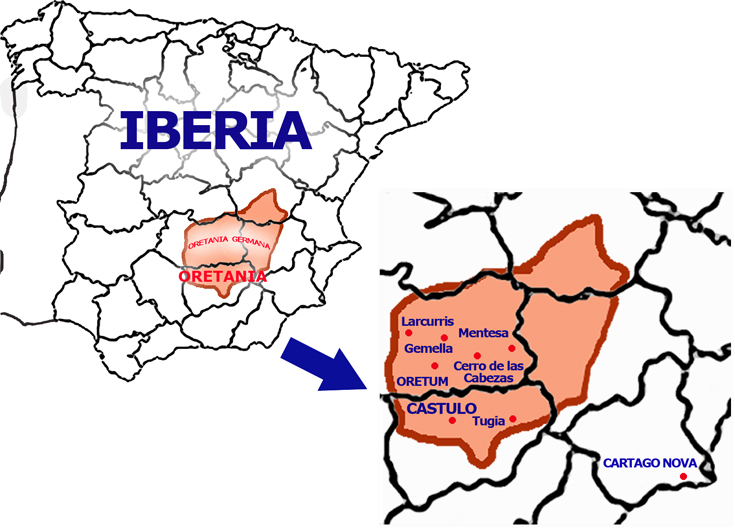
Territorio ibérico de la Oretania.

Durante la época romana proliferaron en sus alrededores un gran número de villas de grandes dimensiones como el cortijo de la Parrilla y el Dorado.
Castellar fue una de las primeras localidades conquistadas por el rey de Castilla Fernando III a los musulmanes de las dinastías nazaríes en 1226. No obstante, hasta el final de la conquista castellana, esta tierra tuvo que soportar la incursión de las tropas nazaríes en sus dominios. De estos tiempos de contienda son testimonio los restos defensivos que quedan en su población, la mayoría enmascarados o reutilizados en edificaciones posteriores.
Consta noticia de 1235 por la que Fernando III insta a Santisteban a poblar aquellos parajes que antes lo estuvieron, lo cual sugiere que la aldea islámica sería abandonada tras la conquista castellana, y repoblada posteriormente. En 1371 se menciona a Castellar cuando Enrique II castiga a Santisteban por su apoyo a Pedro I, entregándola en señorío, junto a todas sus aldeas, a Mendo Rodríguez de Biedma, que después tomaría el apellido de Benavides, al heredar el mayorazgo de don Juan Alfonso de Benavides. En 1473 Enrique IV hizo merced a Día Sánchez de Benavides y Dávila del título de conde. La población contó con una pequeña fortaleza, de la que solo quedan algunos restos, posiblement en el siglo XIV, aunque resulta difícil establecer si lo fue en el periodo de las luchas nobiliarias, como defensa de la población, o si fue ya obra de Mendo Rodríguez, como símbolo de su dominio. Este castillo sería convertido en palacio entre los siglos XVI y XVII. Las excavaciones efectuadas en 1992 en el palacio, dirigidas por Mª C. Pérez y J.L. Castillo, permiten conocer la estructura que tenía la fortaleza en época medieval. La muralla, de sillares irregulares, con un grosor de 1,50 m encerraba un espacio cuadrangular, ligeramente achaflanado en su esquina noroeste debido a su adaptación a la base geológica. Próxima a este chaflán se encontraba la puerta principal.En el interior de este recinto se encontraba la torre, aislada, con unas dimensiones aproximadas de 10,14 m de lado en el exterior, un grosor de muros de 2 m y una altura de 15 m. 
La dinastía de los Benavides fueron primero señores desde 1371, luego condes en 1473 y posteriormente duques de Santisteban del Puerto en 1793. Desde la instauración del condado en 1473 comenzarían a desarrollarse una serie de litigios entre los tres pueblos que formaban el Condado -Santisteban, Castellar y Navas- algunos de los cuales han perdurado hasta nuestros días. Punto culminante de estos litigios es la resolución de 1798 conocida como "escritura de la concordia", por la que se establecía la cesión por parte de la casa señorial de una serie de terrenos a los tres pueblos y como contrapartida la cesión de terrenos baldíos al Condado de Santisteban. Con todo, este tratado no significó el final de los pleitos; en el siglo XIX continuó un largo litigio que perseguía delimitar con precisión las demarcaciones territoriales de los municipios de Castellar y Santisteban.

## Demografía
Cuenta con una población de 3156 habitantes (INE 2024).
| Gráfica de evolución demográfica de Castellar entre 1842 y 2021 |
| |
| Población de derecho según los censos de población del INE. Población de hecho según los censos de población del INE.En 1897 crece el término del municipio porque incorpora a Montizon. En 1910 disminuye el término del municipio porque independiza a Montizón. |

## Economía
La actividad económica gira en torno a la agricultura y en especial a la olivicultura. Dispone de dos almazaras cooperativas, dos industriales y otras dos particulares. También funciona una planta extractora de aceite de orujo.

### Evolución de la deuda viva municipal
| Gráfica de evolución de Deuda viva del Ayuntamiento de Castellar entre 2008 y 2019                                |
| |
| Deuda viva del Ayuntamiento de Castellar en miles de euros según datos del Ministerio de Hacienda y Ad. Públicas. |

Últimamente está en alza la industria local, que emplea gran número de mano de obra, bien temporera o fija; tales como cocedero de mariscos y elaboración de pescados y posterior comercialización; obradores de confitería, embutidos y chacinería; gravera y materiales de construcción, confecciones, hostelería, envasado de aceites, etc., que están sacando a flote la economía local.

## Comunicaciones

### Transporte público
Actualmente, Castellar tiene asignadas tres licencias de taxi. Y hay dos líneas para el transporte de viajeros en autobuses, concedidas a las empresas Sepulvedana y Travimeta, existiendo líneas directas que enlazan con las localidades cercanas y además con Linares, Úbeda, Jaén y Madrid. Hacen su parada en la estación de autobuses creada en 2013.

### Carreteras
Respecto a la comunicación por carretera, la A-6203 (Úbeda-Villamanrique), atraviesa el casco urbano. La comarcal A-312 (Linares-Orcera) pasa a 1 km de la localidad.

## Administración y política

### Elecciones municipales
| Elecciones municipales desde 1979                      |      |      |      |      |      |      |      |      |      |      |      |      |
|                                                        | 1979 | 1983 | 1987 | 1991 | 1995 | 1999 | 2003 | 2007 | 2011 | 2015 | 2019 | 2023 |
| AP/PP                                                  | -    | 4    | 6    | 4    | 4    | 3    | 4    | 4    | 6    | 7    | 3    | 6    |
| PSOE                                                   | 3    | 7    | 5    | 7    | 6    | 6    | 5    | 6    | 5    | 4    | 5    | 5    |
| PCE/IU                                                 | -    | -    | 0    | 0    | 0    | -    | -    | -    | -    | -    | -    | -    |
| C's                                                    | -    | -    | -    | -    | -    | -    | -    | -    | -    | -    | 3    | -    |
| UCD                                                    | 8    | -    | -    | -    | -    | -    | -    | -    | -    | -    | -    | -    |
| PA                                                     | -    | -    | -    | -    | -    | 2    | 2    | 1    | 0    | -    | -    | -    |
| SI                                                     | -    | -    | 0    | -    | 1    | -    | -    | -    | -    | -    | -    | -    |
| En negrilla el partido más votado                      |      |      |      |      |      |      |      |      |      |      |      |      |
| Fuente: Datos de las elecciones municipales desde 1979 |      |      |      |      |      |      |      |      |      |      |      |      |

### Alcaldía
| Periodo   | Nombre | Partido |
| --------- | --- | ------- |
| 1979-1983 | José López Lillo 1979. Cristóbal López Serrano                                                            | UCD     |
| 1983-1987 | Francisco Martínez Velasco hasta su dimisión el 29 de marzo de 1985, sucediendole Antonio Robledo Morales | PSOE    |
| 1987-1991 | Juan José Hervás Roa                                                                                      | AP      |
| 1991-1995 | Antonio Robledo Morales                                                                                   | PSOE    |
| 1995-1999 | Antonio Robledo Morales                                                                                   | PSOE    |
| 1999-2003 | María Inmaculado Ortega Reyes                                                                             | PSOE    |
| 2003-2007 | Juan Escudero Sánchez 2005: Andrés Alamillos Maigler                                                      | PA PP   |
| 2007-2011 | Pedro Magaña Moreno                                                                                       | PSOE    |
| 2011-2015 | Gabriel González Villanueva                                                                               | PP      |
| 2015-2019 | Gabriel González Villanueva                                                                               | PP      |
| 2019-2023 | Pedro García Anaya                                                                                        | PSOE    |
| 2023-act. | José Mena Mora                                                                                            | PP      |

## Patrimonio

### Patrimonio monumental
- Museo del santuario ibérico

- Colegiata de Santiago

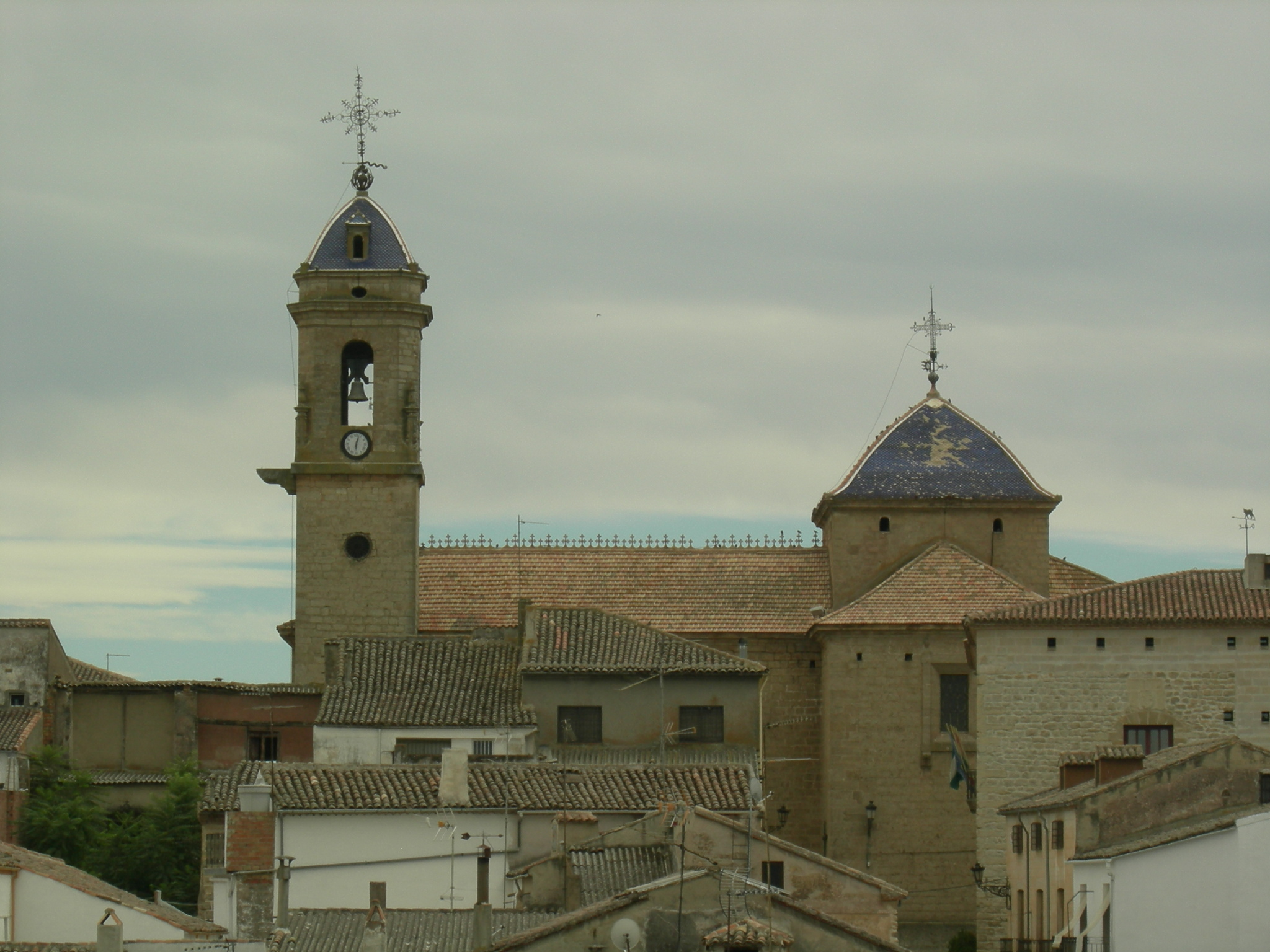
templo parroquial de Santiago, en Castellar (Jaén)

- Parroquia de Ntra. Sra. de la Encarnación

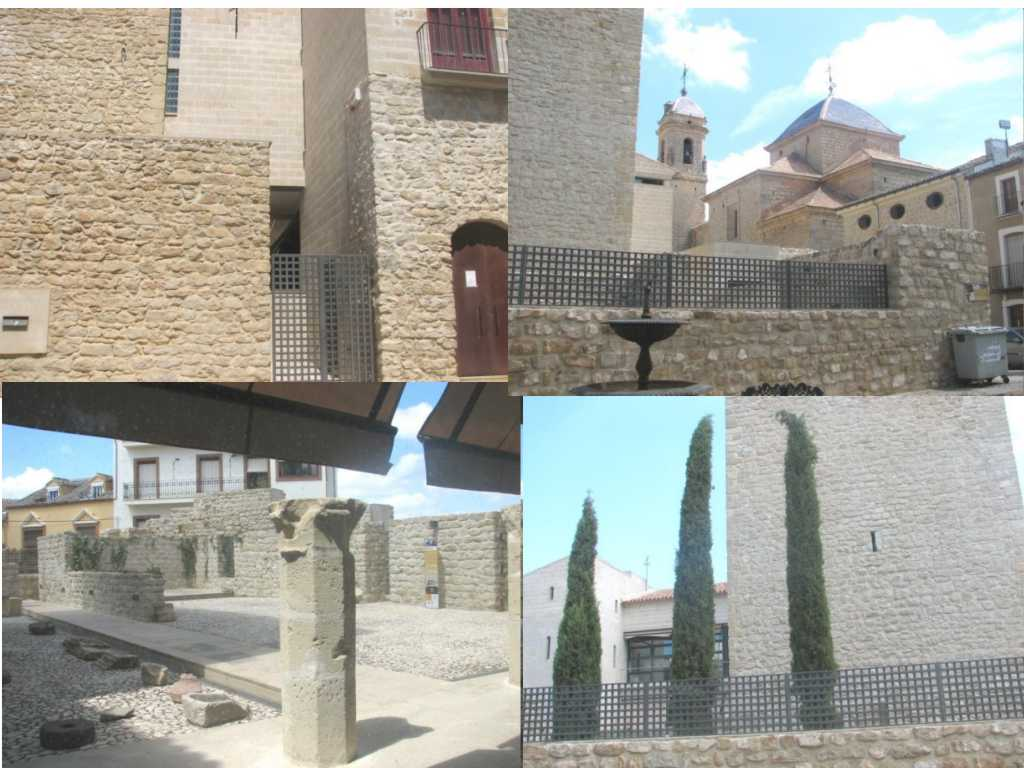
diversas vistas del Castillo y Palacio Ducal en Castellar (Jaén)

- Palacio Ducal de los Duques de Medinaceli
- Casa de la familia Díez

Otros monumentos:
- Castillo de la Consolación
- Ermita de la Consolación:

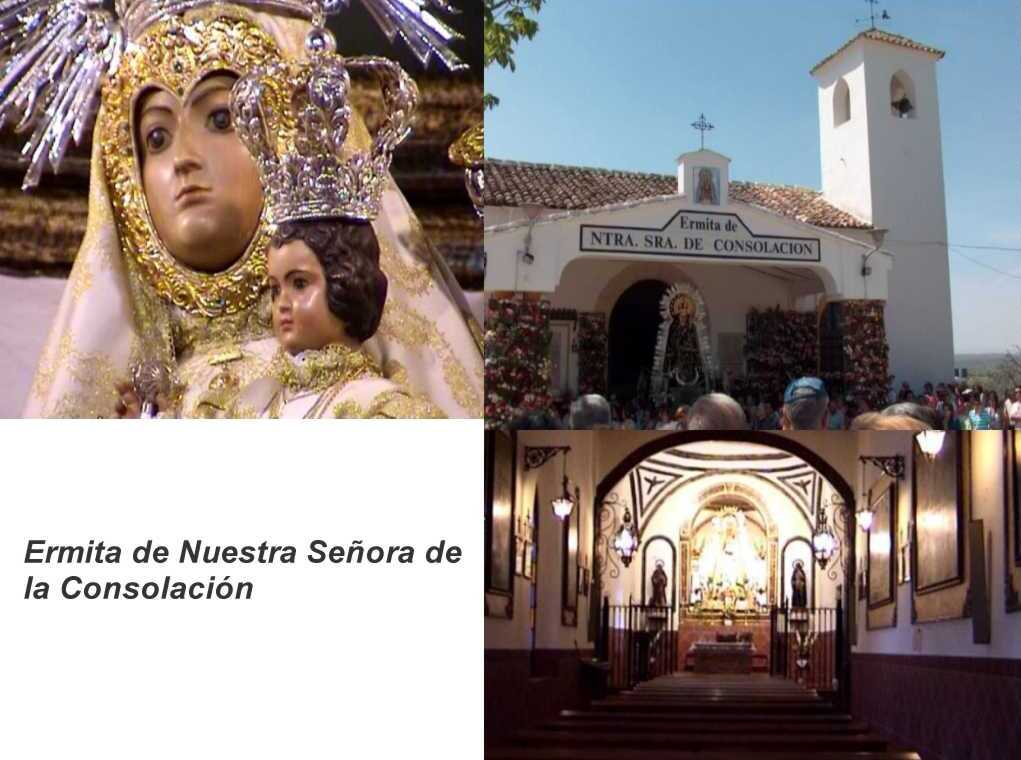
imágenes de la ermita de NªSra. de la Consolación, en Castellar (Jaén)

- Otros edificios privados que merecen atención como el del número 4 de la calle Espiga, del siglo XVIII. En arquitectura contemporánea, de un nivel discreto, habría que citar las obras públicas como la plaza de toros, ubicada sobre un espacio triangular, el Ayuntamiento y la vivienda privada número 40 de la calle Mesones.

### Patrimonio natural
- La Sierra del Oro: Al norte del núcleo urbano, en el macizo de Sierra Morena, es un paisaje típico del bosque mediterráneo, destacando specialmente la presencia de la encina. También posee esta zona una rica y variada fauna. Su accesibilidad es con vehículo todoterreno, a través de caminos de tierra.

## Centros educativos
Hay un centro de educación infantil y primaria CEIP. "Román Crespo Hoyo" (Castellar), en la C/ Román Crespo s/n; uno de Enseñanza Secundaria Obligatoria IES. "Colegiata de Santiago" (Castellar), en la ctra. de Villacarrillo s/n; un Centro de Adultos Sección de Educación Permanente "Vicente Soto" (Castellar), en la c/ Calvario s/n, y una Guardería Infantil Temporera en la c/ S. Franciso 1.

## Centros de Salud
Instituciones sanitarias:
- Consultorios. Existe un consultorio médico, situado en el cruce de C/ Santiago, con C/ San Andrés.
- Centros de salud. Hay una privado, y otro público que está en Santisteban del Puerto, a 8 km.
- Hospitales y Ambulatorios: el más cercano, y del cual depende sanitariamente Castellar, está en Linares, a 55 km.

## Instalaciones deportivas
Dos pistas de petanca, dos pistas polideportivas de Colegio Primaria, una piscina municipal, una pista polideportiva en Instituto ES0, pista polideportiva municipal, y campo de fútbol municipal "S. Benito".

## Fiestas

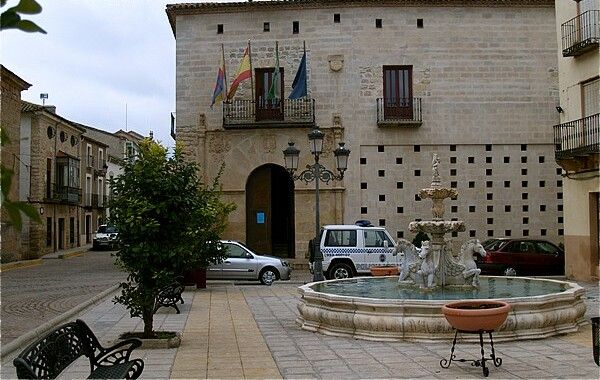
Casa consistorial de Castellar (Jaén)

El 17 de enero, festividad de San Antón, en cuya víspera se suelen hacer hogueras en las puertas mismas de aquellos vecinos que pagan de esta forma al santo abad los favores recibidos al serles sanado por su intercesión algún animal de su establo.
El 21 de marzo se lleva la imagen de San Benito, patrón de la villa, a su ermita, situada a un kilómetro del pueblo. A primeros del mes de agosto la imagen retornará a Castellar.
Por San Marcos, el 25 de abril, había costumbre de irse al campo, una vez que había sido bendecido por el santo evangelista sacado en procesión. Se cantaban las "letanías de los santos" y con retamas y matorrales se hacían nudos con ánimo de "atar al diablo" y de esta forma proteger las cosechas de toda plaga.
Pero sin lugar a dudas, el ciclo festivo de los castellariegos se ve marcado a través del año por las fiestas de la patrona de la villa, la Santísima Virgen de Consolación. Los actos comienzan los días 1, 2 y 3 de mayo, cuando después de algunos rituales previos, realizados el último día de abril, como llevar el estandarte desde la casa del hermano mayor hasta la ex-colegiata de Santiago, la misa con el canto de la Salve, la bendición de los estandartes y el pregón de la romería, al día siguiente todos se desplazan hasta el santuario de la Virgen, situado a cuatro kilómetros de la población, donde tiene lugar la ofrenda floral y un entrañable acto denominado "darle las buenas noches a la Virgen". Hasta el día 3, en que la Virgen retornará al pueblo, los romeros acamparán en el paraje denominado "La Espinosa", junto a los restos de cuyo castillo dice la tradición que se apareció la Virgen, donde compartirán hermandad y viandas.
El 8 de septiembre, celebración de la Natividad de la Virgen, se celebraban las fiestas más genuinas de Nuestra Señora de Consolación, con encierros de toros, que ya constaban en los anales del siglo XVIII. En 1972 estas fiestas se trasladaron al 15 de agosto, fecha en la que tienen posibilidad de retornar a su pueblo los castellariegos que residen en los más diversos puntos de la geografía española.
Plaza de toros:
Castellar dispone de plaza de toros. Los amantes de los espectáculos taurinos no se arrepentirán de pasar las fiestas que Castellar celebra durante el mes de agosto en las que el toro se convierte en el verdadero protagonista del festejo. Encierros de vaquillas (cita a la que no faltan los jóvenes lugareños y los habitantes de las poblaciones vecinas), novilladas con toreros noveles y un festival taurino hacen que estas fiestas sean un reclamo para los taurófilos quienes, por la noche, podrán cambiar el albero del coso por el de las animadas verbenas nocturnas

## Semana Santa
Procesionan por las calles de Castellar tres cofradías, santísimo cristo del calvario (miércoles santo), nuestro padre Jesús nazareno (en la que salen tres pasos La Esperanza, la Verónica y el Nazareno sale en la madrugada del Viernes Santo), Virgen de los Dolores (procesionan dos pasos la Virgen de los Dolores y el Santo Entierro, sale en Viernes Santo por la noche) y Domingo de Resurrección el resucitado (lo organiza la unión local de cofradías de Castellar).
Destacan la banda municipal de música Santa Cecilia en la procesión de Ntro. Padre Jesús Nazareno y María Santísima de la Esperanza, la procesión de María Santísima de los Dolores y el Santo Entierro, y la procesión de Domingo de Resurrección; y la agrupación musical del Santísimo Cristo del Calvario.

## Gastronomía

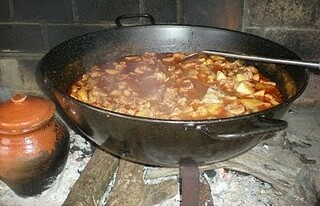
Calandrajos, plato tradicional en Castellar com en otras poblaciones de Jaén

En Castellar se presume de producir los mejores espárragos camperos de la provincia de Jaén, y los preparan en vinagrillo, o con “cabetes”, que son las habas tiernas, o en tortilla. También dispone la villa en su territorio una factoría marisquera. Aunque parezca un contrasentido, desde Castellar, que es tierra adentro, se elaboran y distribuyen mariscos de gran calidad originarios de las más lejanas costas.
Platos tradicionales de esta villa son los “calandrajos” con hierbabuena, ya sean de liebre o de bacalao, y que en otros lugares reciben el nombre de andrajos, harapos o guiñapos. De la misma familia de los platos farináceos con carne son los “galianos”, lo que indica que Castellar ha sido paso de pastores trashumantes. También plato tradicional de Castellar es el “ajoharina”, guiso de verduras, patatas y harina con pimentón, que se toma como gachas espesas, y que guarda reminiscencias de la “sajina” árabe de los pobladores de al-Ándalus, y de los más antiguos “pultes” romanos. Propio de las matanzas del cerdo es el “ajopringe”, hecho con el hígado aderezado con especias y pringue, ya sea manteca del cerdo o aceite de oliva. Dentro de este tipo de viandas donde “ajo” significa triturado, en Castellar se preparan el “ajoquemao” y el “ajo mortero”. También son propias las “gachas migas”, en otros tiempos recio desayuno de los hombres que habían de desarrollar un duro trabajo en el campo.